# Battletoads
Battletoads (バトルトード?) è un videogioco picchiaduro a scorrimento sviluppato nel 1991 da Rare per Nintendo Entertainment System. Convertito da Mindscape per Amiga e da SEGA per Mega Drive e Game Gear, il videogioco ha inoltre ricevuto una versione per Game Boy, dal titolo Battletoads in Ragnarok's World, ed è incluso nella raccolta Rare Replay per Xbox One.
Il videogioco, basato sulle meccaniche di Double Dragon, è ricordato per la sua elevata difficoltà e per essere stato uno degli ultimi titoli di successo pubblicati per il NES.

## Trama
Il gioco vede come protagonisti tre rane antropomorfe, Rash, Zitz e Pimple, ispirate alle Tartarughe Ninja. Un giorno, Pimple e la principessa Angelica escono assieme nello spazio, quando improvvisamente vengono catturati e imprigionati dalla Dark Queen nella sua nave spaziale, il Gargantua, e portati in un pianeta vicino. Intanto nella navicella spaziale Vulture, la base dei Battletoads, il maestro dei Battletoads, il professor T-Bird, richiama a sé gli altri due, Rash e Zitz, ed essi vengono mandati a liberare i due prigionieri e a salvare l'universo dalle grinfie della Dark Queen.

## Modalità di gioco
Il videogioco presenta alcune caratteristiche dei beat 'em up quali Double Dragon e Golden Axe.

## Serie
Battletoads ha ricevuto alcuni sequel per diverse piattaforme:
- Battletoads (1991; Game Boy): nonostante il medesimo artwork della copertina e il titolo in comune, il sequel sviluppato dalla Rare ha una trama simile sebbene presenti nuovi livelli. Il videogioco originale verrà in seguito convertito con il titolo Battletoads in Ragnarok's World.
- Battletoads in Battlemaniacs (1993; Super Nintendo Entertainment System, Sega Master System): sequel dotato di grafica migliorata e sprite più grossi. In questo capitolo i personaggi hanno diverse abilità e combo.
- Battletoads (o Super Battletoads, 1994; Arcade): versione più violenta per sala giochi, pubblicata da Electronic Arts.

Crossover
- Battletoads & Double Dragon (1993; NES, Game Boy, Mega Drive, SNES): crossover che vede tra i personaggi giocabili i protagonisti di Double Dragon.
- Killer Instinct (2013) Rash è un personaggio DLC giocabile.[2]

Nel 2011 è circolato un prototipo di Battletoads per Game Boy Advance, sviluppato da Rare e mai pubblicato.